# Mary Pickford
Mary Pickford (n. 8 aprilie 1892, Toronto, Ontario, Canada – d. 29 mai 1979, Santa Monica, California, SUA) a fost o actriță și producătoare de film canadiană, pionieră a industriei cinematografice de la Hollywood.
Actrița a avut o carieră ilustră de cinci decenii, a fost cofondatoarea studiourilor Pickford-Fairbanks și United Artists, și s-a numărat printre cei 36 de membrii fondatori ai Academiei de Film Americane. Descrisă ca fiind „America's Sweetheart” (în traducere „Îndrăgita Americii”), Pickford a fost una dintre cele mai importante actrițe ale anilor 1910 și 1920. În 1930, pentru primul său film cu sonor, Coquette (1929), Pickford câștigă Premiul Oscar pentru cea mai bună actriță. În 1976 primește un Oscar onorific. În 1999, Pickford este listată în topul celor mai importante actrițe ale Hollywood-ului de altădată de către Institutul American de Film.

## Biografie

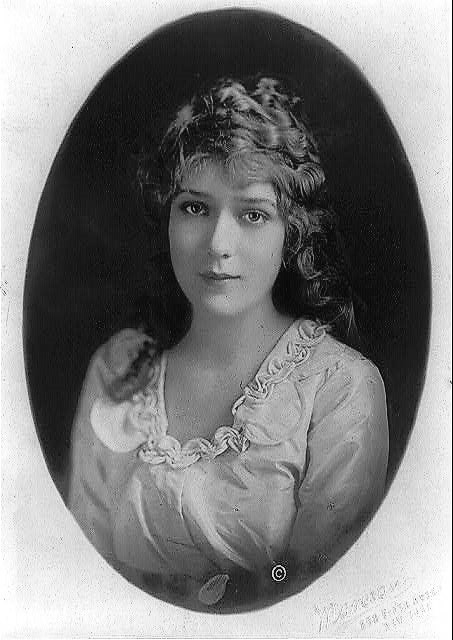
Mary Pickford circa 1913

Gladys Louise Smith se naște în 1892 în Toronto, Ontario. Părinții săi sunt John Charles Smith și Charlotte Hennessey. Este botezată ca metodistă. Frații săi mai mici, Charlotte și John Charles au să devină, la fel ca și ea, actori. Își începe cariera jucând roluri secundare în piese de teatru pe diferite scene din Toronto. Ajunge să joace în 1907 un rol secundar pe Broadway în piesa The Warrens of Virginia, scrisă de William C. DeMille, fratele lui Cecil B. DeMille. Producătorul David Belasco insistă ca Gladys să adopte numele de scenă Mary Pickford.
În data de 19 aprilie 1909, dă o audiție pentru un rol din scurtmetrajul Pippa Passes, film realizat de compania Biograph. Rolul ajunge să fie dat altei persoane dar Pickford îi atrage atenția regizorului D.W. Griffith, care decide să o angajeze la studio, plătind-o cu 40 de dolari pe săptămână. Ca toți actorii de la Biograph, Pickford primește părți secundare dar și principale, interpretând mame, sclave, menajere și popularizând rolul de ingenuă. În 1909 apare în 51 de filme - aproape unul pe săptămână. Primul film de scurt metraj al lui Pickford este The Violin Maker of Cremona (1909), în care joacă alături de viitorul său soț, Owen Moore. În 1910, Pickford călătorește cu echipa Biograph în Los Angeles, evitând, ca și alte companii de film, zilele scurte și vremea rea de pe Coasta de Est a Statelor Unite. Filmele Sweet and Twenty, They Would Elope și To Save Her Soul au fost realizate în California. În decembrie 1910, Pickford pleacă de la Biograph. Următorul an apare în filme produse de compania Independent Moving Pictures, ce avea să devină parte a Universal Studios. În 1912 se întoarce la crearea de filme alături de D.W. Griffith. Ultimul film realizat la Biograph a fost The New York Hat (1912). 
Tot în 1912, Adolph Zukor înființează compania Famous Players in Famous Plays, ce devine ani mai târziu Paramount Pictures. Mary Pickford joacă în filme produse de Zukor precum In the Bishop's Carriage (1913) și Caprice (1913). Pe 24 iunie 1916, semnează un nou contract cu Zukor, care îi acordă deplină autoritate asupra producției filmelor în care ea era distribuită și un salariu record de 10,000 de dolari pe săptămână.
În plus, lui Pickford îi este promisă jumătate din profitul filmelor sale, cu o garanție de 1,040,000 de dolari, fiind astfel prima actriță ce semnează un contract de un milion de dolari. Devine de asemenea vicepreședintele companiei Pickford Film Corporation. 
În total, Pickford apare în 52 de filme de lungmetraj și peste 150 de filme de scurtmetraj. Ocazional juca rolul unor copii, în filme precum The Poor Little Rich Girl (1917), Rebecca of Sunnybrook Farm (1917) și Daddy-Long-Legs (1919). La apogeul carierei sale era una dintre cele mai bogate și faimoase femei din Statele Unite. În 1916, faima sa era rivalizată doar de Charlie Chaplin. A fost căsătorită cu actorii Owen Moore (căs. 1911-1920), Douglas Fairbanks (căs. 1920-1936) și Charles Rogers (căs. 1937-1979). Împreună cu Rogers a adoptat doi copii, Ronald Charles și Roxanne.

### Pickfair
Înainte de a se căsători cu Pickford, Fairbanks cumpără în 1919 o proprietate din Beverly Hills ce servea ca și cabană de vânătoare. În anii 1920, cuplul renovează și extind cabana în ceea ce avea să devină renumitul "Pickfair", un conac luxuriant și o locuință descrisă ca fiind a doua cea mai importantă casă din Statele Unite ale Americii, după Casa Albă. Conacul cu 25 de camere, terenuri de tenis, camere pentru servitori, grajduri și o aripă pentru musafiri a fost de-a lungul timpului gazda unor dineuri legendare, cu invitați ca Charlie Chaplin (care stătea alături), Albert Einstein, F. Scott Fitzgerald, Amelia Earhart, Sir Arthur Conan Doyle, președintele Franklin D. Roosevelt și soția sa Eleanor Roosevelt, Helen Keller, inventatorul Thomas Edison, Pearl S. Buck, actrițele Dorothy Gish, Lillian Gish, Greta Garbo, Joan Crawford și alții. După divorțul cuplului din 1936, Pickford a continuat să locuiască la Pickfair până la moartea sa din 1979. După moartea actriței conacul a fost vândut și dărâmat.

## Filmografie
- The Daddy's Dream (1911)
- A Dog's Tale (1911)
- Grannie (1912)
- A Pueblo Romance (1912)
- In the Bishop's Carriage (1913)
- Caprice (1913)
- Heart Adrifts (1914)
- A Girl of Yesterday (1915)
- Little Pal (1915)
- Madame Butterfly (1915)
- Mistress Nell (1915)
- Rags (1915)
- Broken Hearts (1915)
- The Eternal Grind (1916)
- The Foundling (1916)
- The Poor Little Rich Girl (1917)
- Rebecca of Sunnybrook Farm (1917)
- Amarilly of Clothes-Line Alley (1918)
- How Could You, Jean? (1918)
- Johanna (1918)
- Captain Kidd, Jr. (1919)
- Daddy-Long-Legs (1919)
- The Hoodlum (1919)
- Heart o' the Hills (1919)
- Pollyanna (1920)
- Suds (1920)
- The Love Light (1921)
- Through the Back Door (1921)
- Little Lord Fauntleroy (1921)
- Tess of Storm Country (1922)
- Rosita (1923)
- Dorothy Vernon of Haddon Hall (1924)
- Little Annie Rooney (1925)
- The Black Pirate (1926)
- Sparrows (1927)
- My Best Girl (1927)
- The Gaucho (1927)
- Coquette (1929)
- The Taming of the Schrew (1929)
- Kiki (1931)
- Secrets (1933)

## Galerie

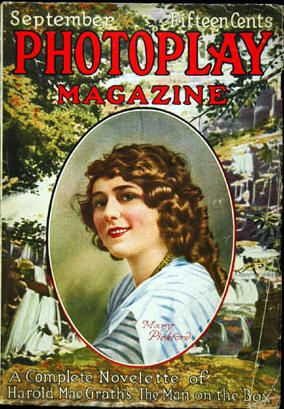
Pickford pe coperta revistei Photoplay, 1914
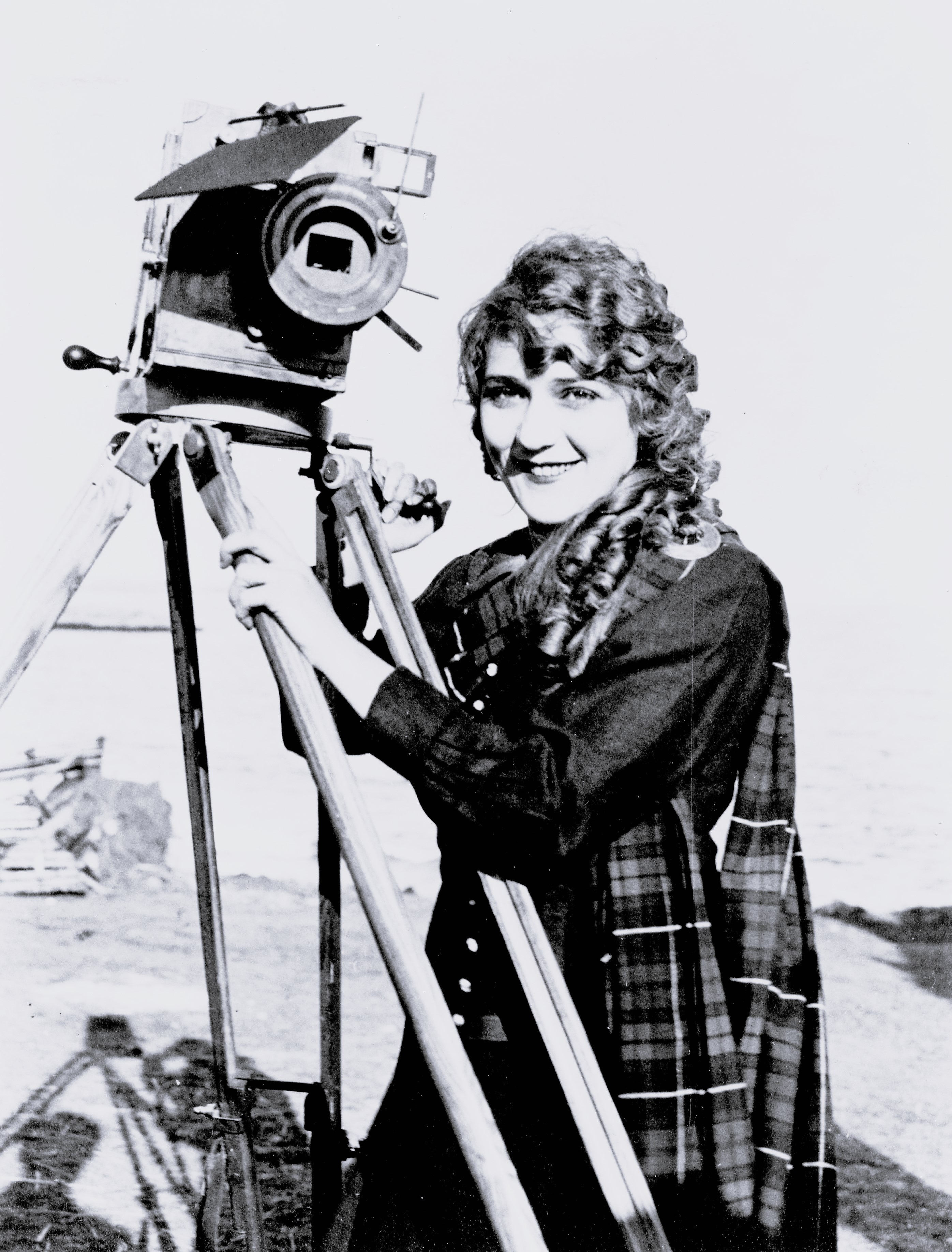
Pickford pe o plajă din California în 1916
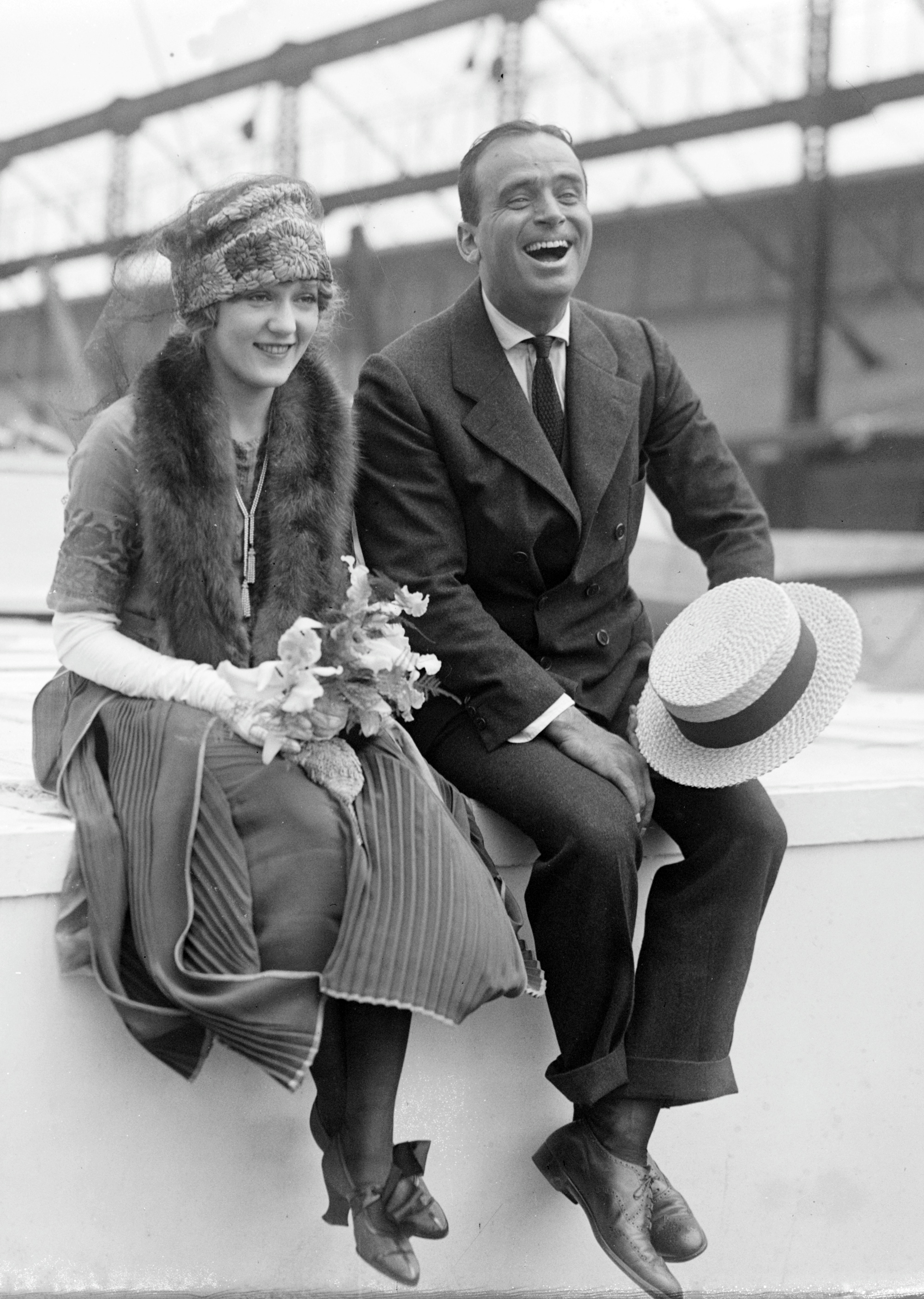
Mary Pickford și soțul său, Douglas Fairbanks, în 1920
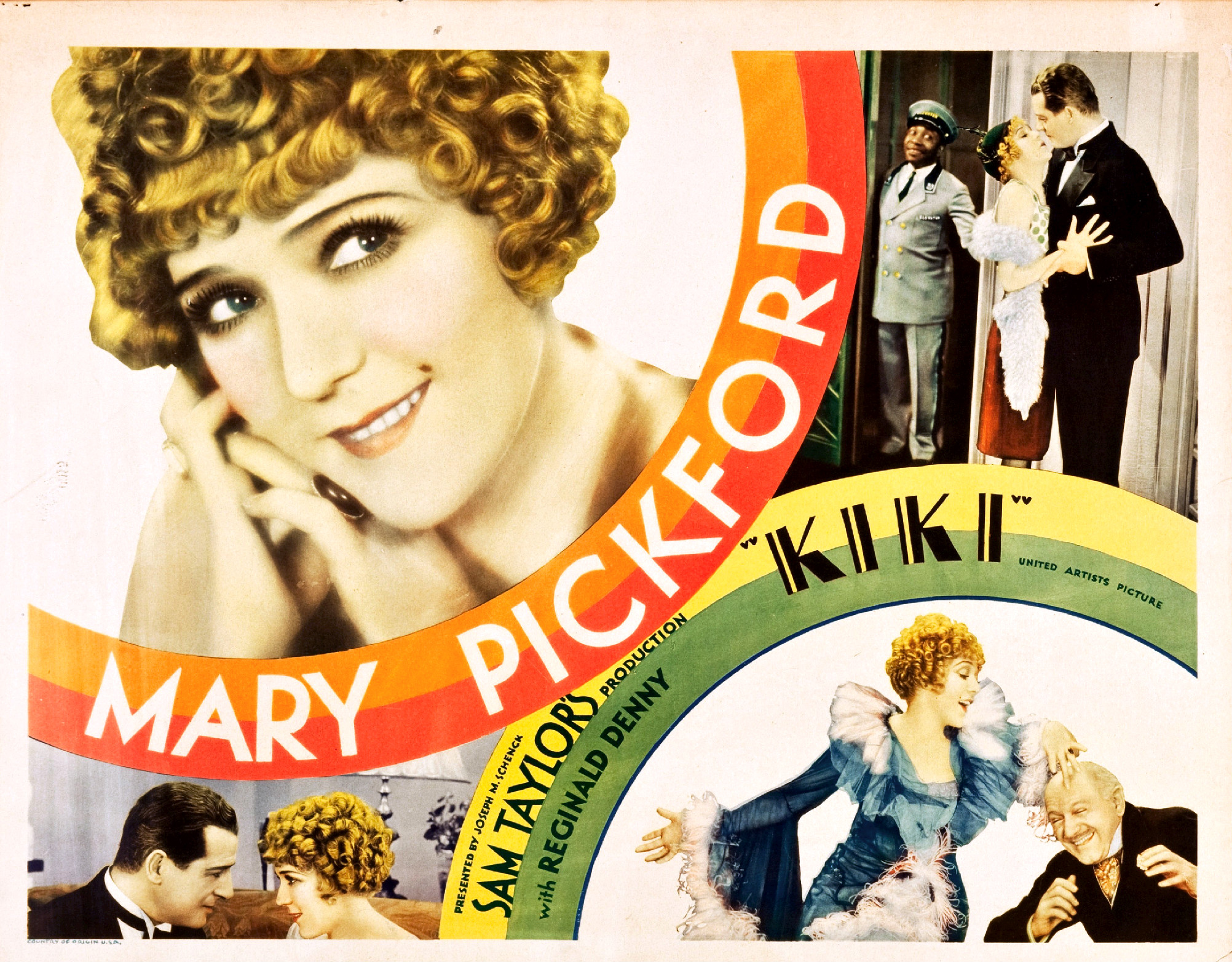
Posterul filmului Kiki (1931)
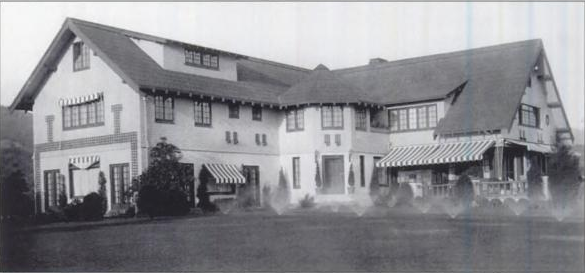
Conacul Pickfair
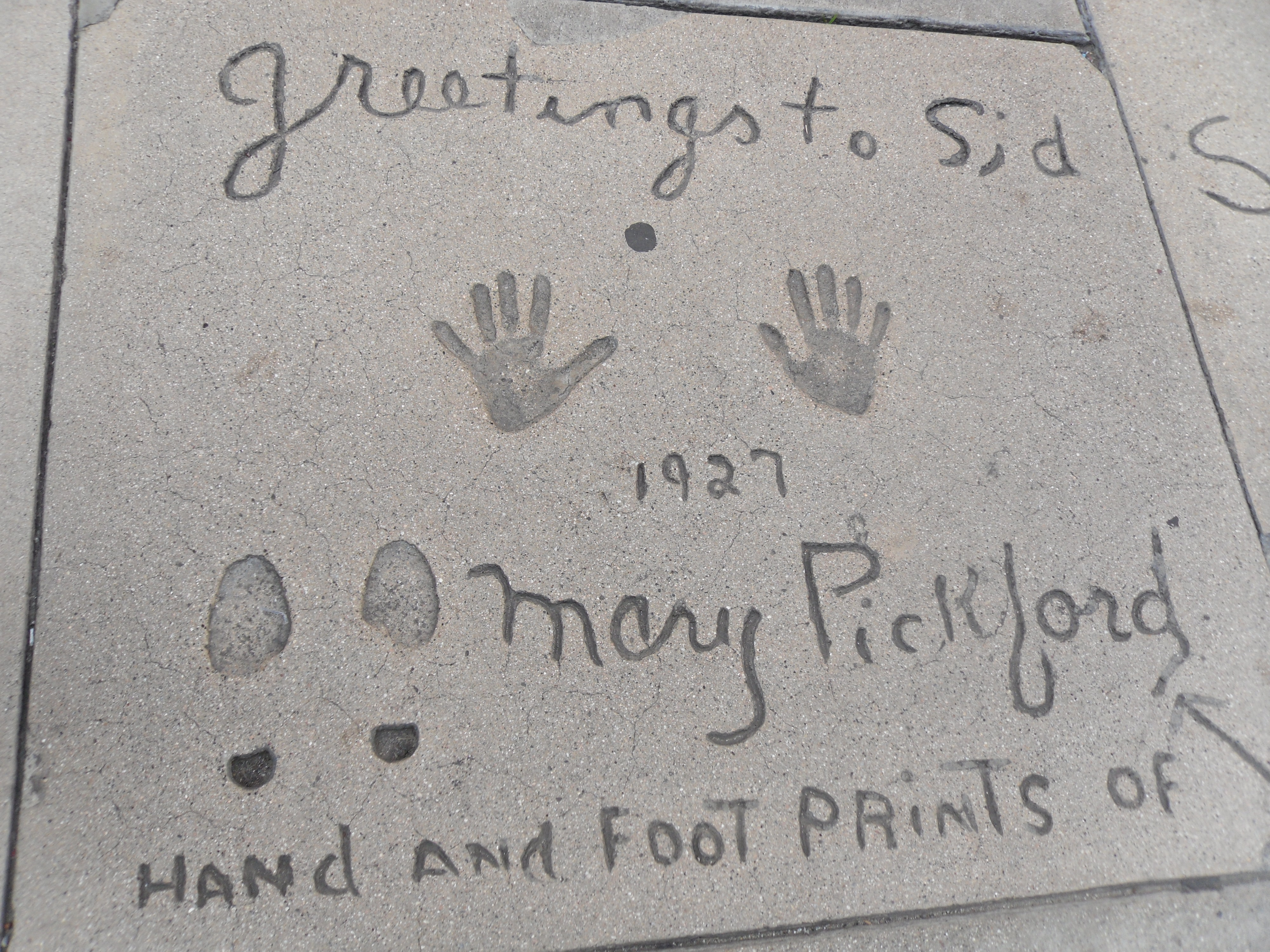
Amprentele lui Mary Pickford de la Teatrul Chinezesc Grauman